# Kościół Najświętszego Serca Pana Jezusa w Olsztynie
Kościół Najświętszego Serca Pana Jezusa w Olsztynie – rzymskokatolicki kościół wybudowany na początku XX wieku w stylu neogotyckim.

## Historia

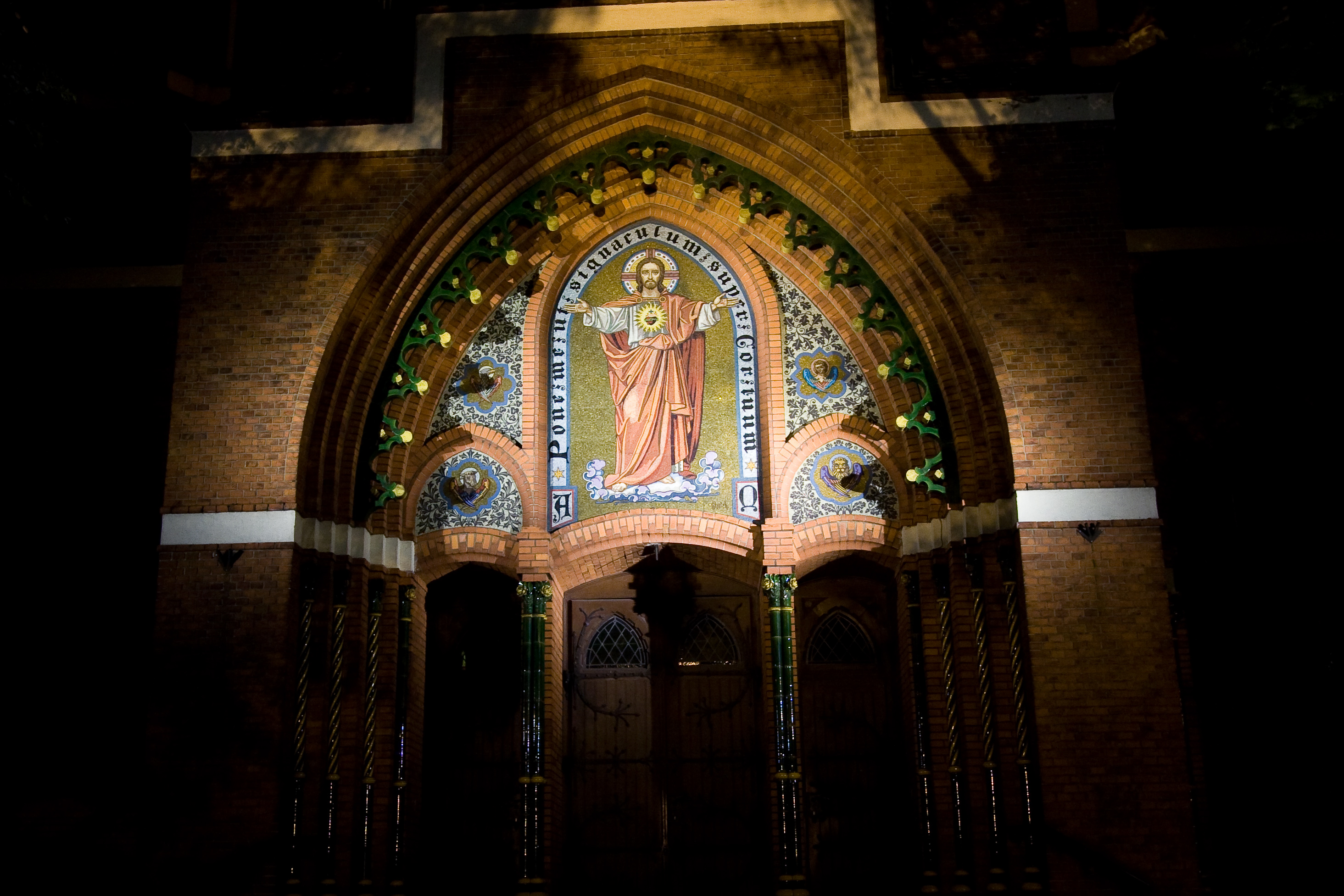
Supraporta nad wejściem do kościoła NSPJ

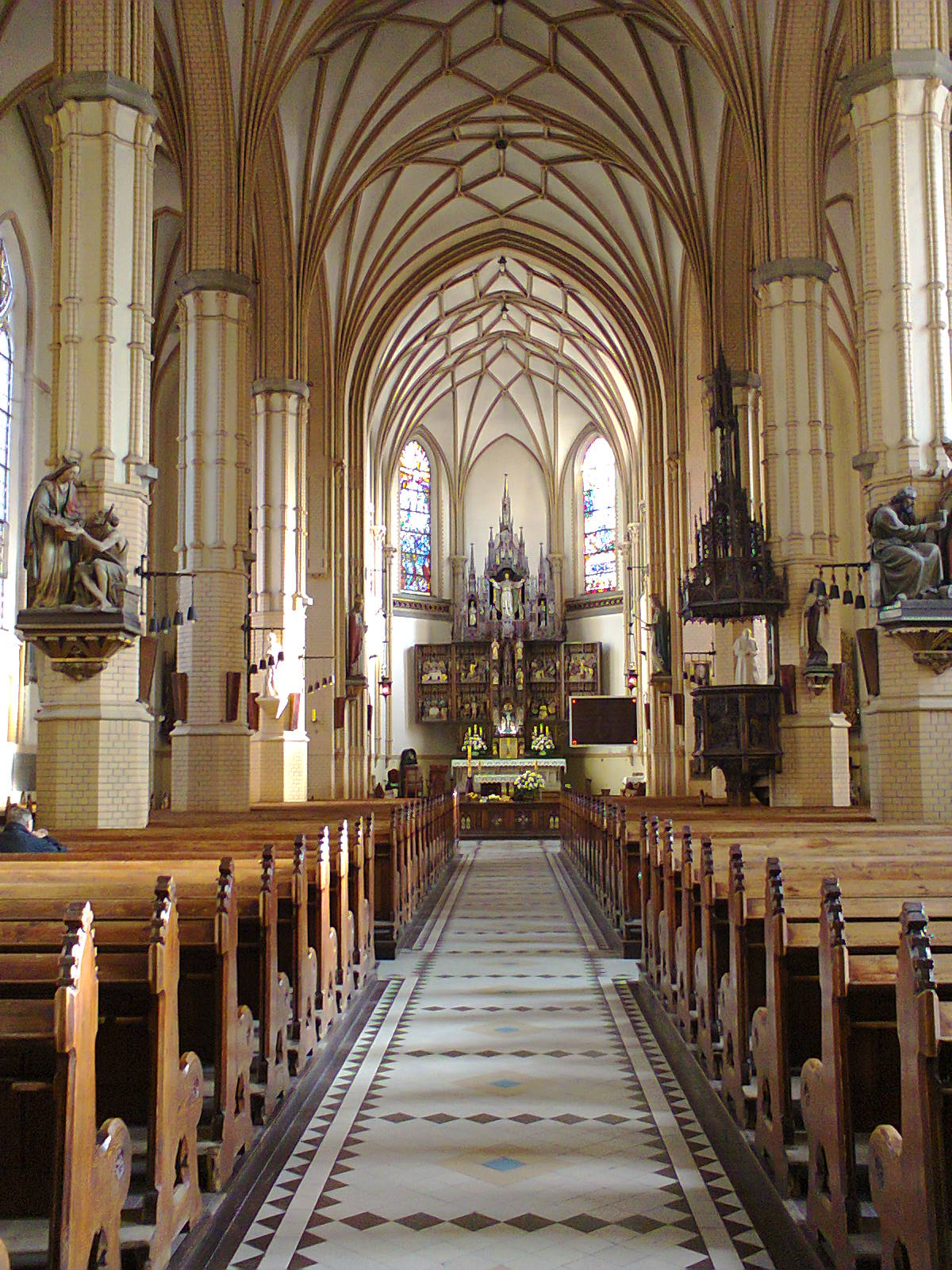
Kościół Najświętszego Serca Pana Jezusa w Olsztynie – nawa główna

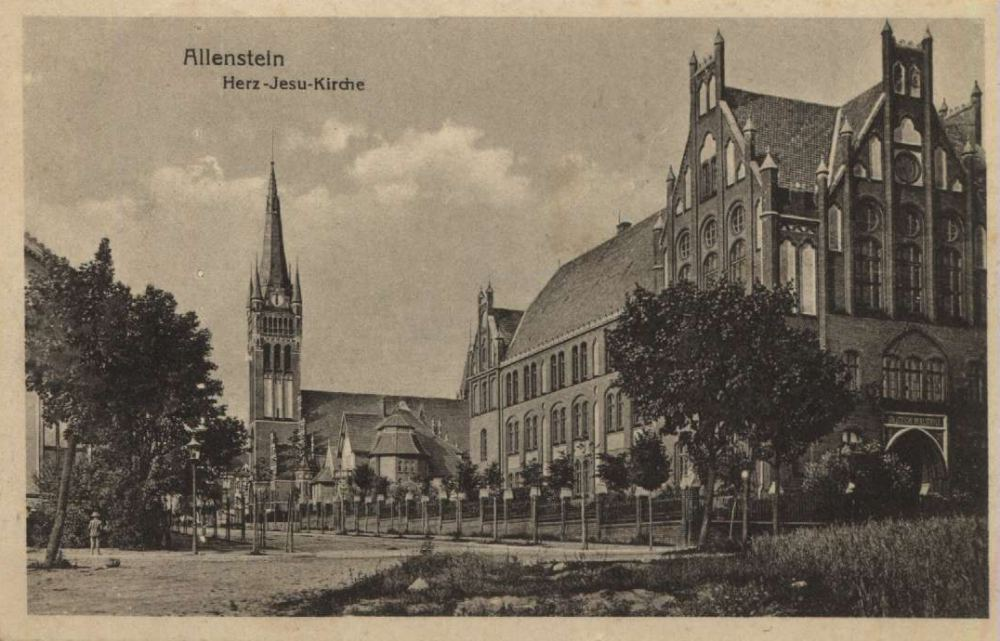
Kościół NSPJ na karcie pocztowej z 1916

Ziemię pod budowę kościoła zakupiono w 1898 roku za 20 tys. marek. Budowlę zaprojektował architekt Fritz Heitmann, znany wówczas architekt w Prusach Wschodnich. Zbiórką pieniędzy na budowę kościoła zajęło się Stowarzyszenie Budowy Kościoła, powołane do życia w 1900 roku. Do prac budowlanych wybrano firmę Alberta Schulza, która przedstawiła najkorzystniejszą ofertę, opiewającą na 47 896 marek. Prace rozpoczęto w czerwcu 1901 roku. W uroczystości wmurowania kamienia węgielnego uczestniczył biskup Andrzej Thiel. Latem 1902 r. podjęto prace malarskie, które za kwotę 1581,26 marek wykonał Albert Kochanowski. Konsekracja nastąpiła 19 października 1903 r. z udziałem biskupa pomocniczego warmińskiego Edwarda Herrmanna.

## Architektura
Budowla ma trzy wieże, z których najwyższa z nich liczy 82,5 metry wysokości, a kula zdobiąca jej szczyt ma średnicę 1,7 metra. Dwie mniejsze mają wysokość 47 m. Sklepienie nawy głównej spoczywa na 10 ceglanych filarach.
Obiekt znajduje się przy ul. Kopernika w bezpośrednim sąsiedztwie budynków Urzędu Wojewódzkiego oraz Prokuratury Rejonowej Olsztyn-Południe. Budynek parafialny natomiast znajduje się przy ul. Mickiewicza 10.